# Sophie Dahl
Sophie Dahl (* 15. September 1977 in London) ist ein britisches ehemaliges Fotomodell und eine Schriftstellerin.
Sie ist die Tochter der britischen Autorin und Schauspielerin Tessa Dahl und des Schauspielers Julian Holloway. Damit ist sie eine Enkelin des Schriftstellers Roald Dahl und der Schauspielerin Patricia Neal sowie des Theater- und Filmschauspielers Stanley Holloway.
Dahl arbeitete als Fotomodell (Elle, Harper’s Bazaar, Vogue u. a.) und wurde 1995 von Isabella Blow entdeckt. 2003 veröffentlichte sie den Roman Der Mann mit den tanzenden Augen (List Verlag). Außerdem schreibt sie Kurzgeschichten für Magazine, hatte Auftritte in den Filmen Best, Mad Cows, Stories of Lost Souls und anderen sowie als Julia in einer BBC-Radioproduktion (Romeo & Julia). Im März und April 2010 präsentierte sie in der BBC eine sechsteilige Kochsendung mit dem Namen The Delicious Miss Dahl (Die köstliche Miss Dahl).
Nachdem Mick Jagger gerade geschieden war, war Dahl um 2000/2001 mit dem Frontmann der Band The Rolling Stones liiert. Seit Januar 2010 ist sie mit dem Musiker Jamie Cullum verheiratet. Die beiden haben zwei 2011 und 2013 geborene Töchter.

## Werke
- The man with the dancing eyes. (2003; Der Mann mit den tanzenden Augen, ISBN 3-548-60461-7).
- Playing with the Grownups. Bloomsbury 2007. (2008; Die Spiele der Erwachsenen, ISBN 978-3-8270-0767-4).
- Miss Dahl’s Voluptuous Delights. HarperCollins Publishers Ltd, 30. April 2009. (2010; Verführerisch: Kochen mit Sophie Dahl, ISBN 978-3-8270-0910-4).
- Miss Dahl’s Guide to All Things Lovely. HarperCollins. 2011. ISBN 978-0-00-734051-4.
- Very Fond of Food: A Year in Recipes. Ten Speed Press. 2012. ISBN 978-1-60774-178-7.

## Belege
1. ↑  Marc Spitz: Mick Jagger. Rebell und Rockstar. (Originaltitel: Jagger. Rebel, Rock Star, Rambler, Rogue, 2011) Aus dem Englischen von Sonja Kerkhoffs. Edel Germany, Hamburg 2012, ISBN 978-3-8419-0122-4, S. 235 und 298.
2. ↑  Vgl. auch Techtel mit Mick Jagger. Sophie Dahl vom Freund vor die Tür gesetzt. In: Spiegel-Panorama. 17. März 2001.
3. ↑  Sophie Dahl & Jamie Cullum zum zweiten Mal Eltern geworden. ok-magazin.de, 7. März 2013, abgerufen am 31. Oktober 2015.
4. ↑  Jamie Cullum hat geheiratet. erdbeerlounge.de, 11. Januar 2010, archiviert vom Original am 4. März 2016; abgerufen am 31. Oktober 2015.  Info: Der Archivlink wurde automatisch eingesetzt und noch nicht geprüft. Bitte prüfe Original- und Archivlink gemäß Anleitung und entferne dann diesen Hinweis.
5. ↑  Jamie Cullum + Sophie Dahl: Die Tochter ist da. gala.de, 7. März 2011, abgerufen am 31. Oktober 2015.

| Personendaten    | Personendaten                              |
| ---------------- | ------------------------------------------ |
| NAME             | Dahl, Sophie                               |
| KURZBESCHREIBUNG | britisches Fotomodell und Schriftstellerin |
| GEBURTSDATUM     | 15. September 1977                         |
| GEBURTSORT       | London                                     |